# Jessica Samuelsson (football)
Pour les articles homonymes, voir Samuelsson.
Jessica Samuelsson est une footballeuse internationale suédoise née le 30 janvier 1992 à Norrköping. Elle évolue au poste de défenseur.

## Biographie

### En équipe nationale
Avec les moins de 19 ans, elle participe au championnat d'Europe des moins de 19 ans en 2011 puis en 2012. La Suède remporte cette compétition en 2012.
Avec les moins de 20 ans, elle dispute la Coupe du monde des moins de 20 ans 2010 qui se déroule en Allemagne. Lors du mondial junior, elle ne joue qu'un seul match, contre la Corée du Nord.
En 2013, elle est retenue par la sélectionneuse Pia Sundhage afin de participer au championnat d'Europe organisé dans son pays natal. Les joueuses suédoises atteignent les demi-finales de la compétition, en étant battue par les allemandes.
Puis, en 2015, elle participe à la Coupe du monde qui se déroule au Canada. Elle dispute trois matchs lors du mondial, contre les États-Unis, l'Australie, et enfin l'Allemagne.
Elle est ensuite retenue dans la liste de 18 joueuses appelées à participer aux Jeux olympiques d'été de 2016 organisés au Brésil.

## Palmarès

### En club
- Championne d'Australie en 2014 avec le Melbourne Victory
- Vainqueur de la Coupe de Suède en 2014 avec le Linköpings FC
- Vainqueur de la Supercoupe de Suède en 2015 avec le Linköpings FC
- Championne de FA WSL 1 en 2019 avec Arsenal.

### En équipe nationale
- Vainqueur du championnat d'Europe des moins de 19 ans 2012 avec l'équipe de Suède des moins de 19 ans